# Unionsmedborgarskap

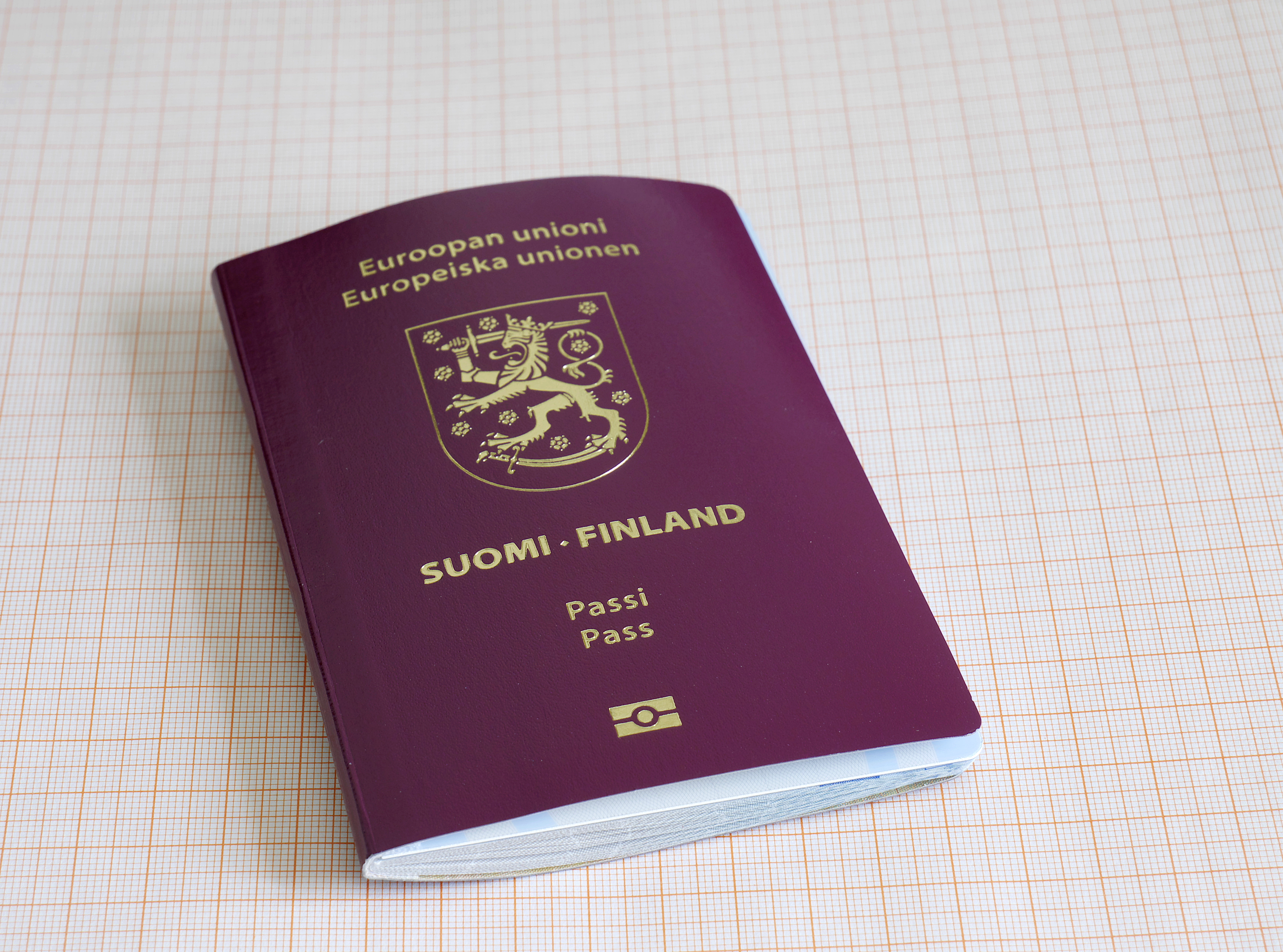
Unionsmedborgares pass bär texten ”Europeiska unionen” på något eller några av unionens officiella språk.

Unionsmedborgarskap, även känt som EU-medborgarskap, är ett medborgarskap som tillkommer varje person som är medborgare i någon av medlemsstaterna inom Europeiska unionen. Det infördes den 1 november 1993 genom Maastrichtfördraget. Personer med unionsmedborgarskap kallas för unionsmedborgare eller EU-medborgare.
Unionsmedborgarskapet kompletterar, och ersätter inte, de nationella medborgarskapen. Enda sättet att få unionsmedborgarskap är genom att söka ett nationellt medborgarskap i någon av medlemsstaterna. På samma sätt går det inte att avsäga sig det ena medborgarskapet utan att samtidigt avsäga sig det andra. Villkoren för att förvärva eller förlora ett nationellt medborgarskap är en nationell befogenhet och skiljer sig från medlemsstat till medlemsstat.
Genom stadgan om de grundläggande rättigheterna och unionens grundfördrag har ett antal rättigheter knutits till unionsmedborgarskapet. Unionsmedborgare har rätt att fritt röra sig och uppehålla sig inom unionen i enlighet med rörlighetsdirektivets bestämmelser. De har även rätt att till exempel rösta och kandidera vid val till Europaparlamentet och kommunala val i den medlemsstat som de är bosatta i, på samma villkor som de egna medborgarna i den medlemsstaten.
Genom EES-avtalet åtnjuter även medborgare från Island, Liechtenstein och Norge vissa av de rättigheter som tillkommer unionsmedborgare, i synnerhet rätten till fri rörlighet. Tillsammans med unionsmedborgare benämns dessa medborgare ibland som EES-medborgare. Även medborgare från Schweiz omfattas av vissa av bestämmelserna om fri rörlighet genom ett bilateralt avtal med unionen. Övriga medborgare i världen benämns vanligtvis som tredjelandsmedborgare i unionsrätten.

## Historia
De första rättigheterna för medborgare inom Europeiska gemenskaperna infördes genom Romfördraget, som trädde i kraft den 1 januari 1958, och genomfördes under en övergångsperiod på tolv år. Under 1960-talet förverkligades bland annat rätten för arbetstagare att ta anställning i andra medlemsstater på samma villkor som de egna medborgarna där och för detta ändamål förflytta sig fritt inom medlemsstaternas territorium och uppehålla sig i en medlemsstat. Dessa rättigheter gällde dock endast ekonomiskt aktiva personer, till exempel anställda och arbetssökande, och var kopplade direkt till de nationella medborgarskapen och inte ett gemensamt medborgarskap.
Den fria rörligheten för arbetstagare ledde under 1960-talet till diskussioner om införandet av ett gemensamt medborgarskap med vissa specifika rättigheter och skyldigheter. Vid Europeiska rådets sammanträde i Paris den 9–10 december 1974 togs de första initiativen till att införa ett europeiskt medborgarskap. Mot bakgrund av detta presenterade Europeiska gemenskapernas kommission en rapport om bland annat inrättandet av ett enhetligt europeiskt pass 1975. Detta ledde till att europeiska pass standardiserades under 1980-talet, dock utan att något gemensamt medborgarskap infördes. Istället blev det först vid förhandlingarna om Maastrichtfördraget som medlemsstaterna slutligen enades om att införa ett gemensamt medborgarskap – ett unionsmedborgarskap. Samtidigt infördes en rad nya rättigheter som kopplades till unionsmedborgarskapet, däribland rätten att fritt röra sig och uppehålla sig inom medlemsstaternas territorium och rätten att rösta och kandidera vid val till Europaparlamentet och kommunala val i den medlemsstat där man är bosatt.
Införandet av ett unionsmedborgarskap var dock inte helt okontroversiellt. I en folkomröstning i Danmark den 2 juni 1992 röstade en majoritet av de danska väljarna emot fördraget. En av anledningarna var att de danska väljarna ställde sig skeptiska till vad de upplevde som bildandet av en union med alltför statsliknande drag. Till följd av detta förhandlade Europeiska rådet, tillsammans med den danska regeringen, fram en kompromiss – Edinburghbeslutet – som bland annat innebar ett förtydligande om att unionsmedborgarskapet enbart skulle komplettera, och inte ersätta, de nationella medborgarskapen. Efter en andra folkomröstning i Danmark den 18 maj 1993 kunde fördraget slutligen godkännas och det trädde i kraft den 1 november 1993. Därmed inrättades också unionsmedborgarskapet.
Genom Amsterdamfördraget, som trädde i kraft den 1 maj 1999, infördes det förtydligande som Danmark hade erhållit genom Edinburghbeslutet i grundfördragen. Samtidigt infördes en typ av offentlighetsprincip som innebar att unionsmedborgare gavs rätt till tillgång till handlingar vid Europaparlamentet, Europeiska unionens råd och Europeiska kommissionen. Med Lissabonfördraget, som trädde i kraft den 1 december 2009, stärktes unionsmedborgarskapet ytterligare, bland annat genom införandet av ett europeiskt medborgarinitiativ och utökandet av rätten till tillgång till handlingar till unionens alla institutioner, organ och byråer.

## Rättslig grund
Unionsmedborgarskapet är inrättat genom unionens fördrag. Den rättsliga grunden består av dels artikel 9 i fördraget om Europeiska unionen, dels artikel 20.1 i fördraget om Europeiska unionens funktionssätt:
| ”                                                                                     | (...) Varje person som är medborgare i en medlemsstat ska vara unionsmedborgare. Unionsmedborgarskapet ska komplettera och inte ersätta det nationella medborgarskapet. | „ |
| – Artikel 9 i fördraget om Europeiska unionen efter Lissabonfördragets ikraftträdande | |   |

| ” | Ett unionsmedborgarskap införs härmed. Varje person som är medborgare i en medlemsstat ska vara unionsmedborgare. Unionsmedborgarskapet ska komplettera och inte ersätta det nationella medborgarskapet. | „ |
| – Artikel 20.1 i fördraget om Europeiska unionens funktionssätt efter Lissabonfördragets ikraftträdande | |   |

De rättigheter som tillkommer unionsmedborgare fastställs dels i stadgan om de grundläggande rättigheterna, dels i grundfördragen, särskilt andra delen i fördraget om Europeiska unionens funktionssätt. I vissa fall fastställs ytterligare villkor och begränsningar för utövandet av dessa rättigheter genom rättsakter som antas av unionens institutioner i enlighet med fördragen.

## Förvärv och förlust av medborgarskap
Unionsmedborgarskap kan förvärvas endast genom att en person förvärvar ett nationellt medborgarskap i någon av medlemsstaterna inom Europeiska unionen. För en person som har flera medborgarskap är det tillräckligt att minst ett av dem är ett medborgarskap i en medlemsstat för att personen i fråga ska betraktas som unionsmedborgare. Alla unionsmedborgare, oavsett vilket eller vilka nationella medborgarskap de innehar, är likvärdiga i unionsrätten.
EU-domstolen har slagit fast att det är upp till varje medlemsstat att fastställa villkoren för förvärv och förlust av medborgarskap, men att detta måste ske med iakttagande av unionsrätten. En viktig grundprincip är att medborgarskap endast bör beviljas om det föreligger en genuin anknytning mellan den enskilde och medlemsstaten i fråga, till exempel genom att den enskilde har varit bosatt en viss tid i medlemsstaten. Eftersom beviljandet av medborgarskap även medför rättigheter gentemot övriga medlemsstater har Europeiska kommissionen haft som utgångspunkt att medlemsstaterna ska bevilja medborgarskap i en anda av lojalitet, i enlighet med principen om lojalt samarbete. Kommissionen har varit särskilt kritisk mot flera medlemsstater – Bulgarien, Cypern och Malta – som har beviljat medborgarskap till stora grupper av tredjelandsmedborgare i utbyte mot investeringsstöd (så kallade ”gyllene pass”), ofta utan några egentliga krav på att mottagarna har varit bosatta en viss tid i unionen. Efter påtryckningar från kommissionen ändrade flera av dessa medlemsstater sina investeringsprogram för tredjelandsmedborgare, bland annat genom att kräva att mottagare av medborgarskap faktiskt först ska ha bott en viss tid i respektive medlemsstat. I slutet av mars 2022 antog kommissionen en icke-bindande rekommendation som uppmanade samtliga medlemsstater att avskaffa eventuella system för medborgarskap för investerare eller motsvarande, särskilt mot bakgrund av Rysslands invasion av Ukraina. Den 29 september 2022 beslutade kommissionen att väcka talan om fördragsbrott mot Malta vid EU-domstolen på grund av landets upplägg med ”gyllene pass”.
I tre olika domar som meddelades den 15 juni 2023 konstaterade EU-domstolen att unionsmedborgarskapet går förlorat för medborgarna i en medlemsstat som lämnar Europeiska unionen. I en annan dom den 5 september 2023 fastslog EU-domstolen att en medlemsstat kan göra rätten till att behålla ett medborgarskap beroende av att det finns en verklig anknytning till landet. Om medborgaren inte har något medborgarskap i någon annan medlemsstat och därmed också kommer att förlora sitt unionsmedborgarskap, måste åtgärden dock vara förenlig med proportionalitetsprincipen, vilket ställer vissa krav på hur processen med att återkalla medborgarskapet får gå till. Återkallande av medborgarskap kan vara automatisk, exempelvis i det fall en person förvärvar ett annat medborgarskap, dock har personen rätt att få beslutets förenlighet med proportionalitetsprincipen prövad.

## Grundläggande rättigheter
Unionsmedborgarskapet är förenat med ett antal grundläggande rättigheter enligt stadgan om de grundläggande rättigheterna. Dessa rättigheter bekräftas även i unionens grundfördrag, som föreskriver de villkor och begränsningar enligt vilka rättigheterna kan utövas. Enligt fördraget om Europeiska unionen ska unionsmedborgare till exempel ha rätt att delta i unionens demokratiska liv.
EU-domstolen har tolkat fördragen som att unionsmedborgarskapet är ämnat att vara den grundläggande statusen för medlemsstaternas medborgare som säkerställer att de alla behandlas på samma sätt oavsett nationalitet (utom i de undantagsfall som unionsrätten tillåter). Vidare har domstolen gjort tolkningen att de rättigheter som tillkommer unionsmedborgare enligt fördragen i vissa fall kan ha direkt effekt, det vill säga de kan åberopas av enskilda inför en nationell domstol likt en nationell lag, även utan att de är genomförda genom rättsakter eller i nationell lagstiftning.

### Rörelse- och uppehållsfrihet
Varje unionsmedborgare har rätt att fritt röra sig och uppehålla sig inom medlemsstaternas territorium, enligt de villkor och begränsningar som fastställs i fördragen och i de rättsakter som antagits för att genomföra dessa bestämmelser. Denna rättighet infördes ursprungligen för arbetstagare under 1960-talet som en del av den fria rörligheten för arbetstagare, och utökades senare till att även omfatta andra grupper, såsom egenföretagare. Det var dock först genom Maastrichtfördraget som en allmän rörelse- och uppehållsfrihet infördes som en rättighet för alla unionsmedborgare.
Villkoren för rörelse- och uppehållsfriheten samt begränsningar i dessa friheter fastställs av Europaparlamentet och Europeiska unionens råd i enlighet med det ordinarie lagstiftningsförfarandet. Sådana bestämmelser har antagits genom rörlighetsdirektivet, som reglerar bland annat unionsmedborgares uppehållsrätt i andra medlemsstater än den där de är medborgare. Enligt direktivet får en unionsmedborgare röra sig fritt inom unionen och uppehålla sig i upp till tre månader i en annan medlemsstat än den där han eller hon är medborgare, utan några andra krav än innehav av en giltig resehandling (pass eller nationellt identitetskort). För längre uppehåll krävs i regel att unionsmedborgaren antingen är anställd eller egenföretagare, bedriver studier eller genomgår en yrkesutbildning vid en erkänd institution, eller har tillräckliga tillgångar för sig själv och sin familj för att inte bli en belastning för den mottagande medlemsstatens sociala biståndssystem under vistelsen. En unionsmedborgare behöver inget uppehållstillstånd om han eller hon omfattas av direktivets bestämmelser. Även tredjelandsmedborgare som är familjemedlemmar till en unionsmedborgare har i regel rätt att röra sig fritt inom unionen och uppehålla sig i en medlemsstat, om de följer med eller ansluter sig till unionsmedborgaren när denna utövar sin rätt till fri rörlighet.
Enligt rörlighetsdirektivet kan rörelse- och uppehållsfriheten begränsas endast med hänsyn till allmän ordning, allmän säkerhet eller folkhälsa. Sådan hänsyn får inte tjäna ekonomiska syften.

### Rätt till att söka arbete, arbeta, etablera sig och tillhandahålla tjänster
Varje unionsmedborgare har rätt att söka arbete, arbeta, etablera sig samt tillhandahålla tjänster i varje medlemsstat, med förbehåll för de begränsningar som föreskrivs i fördragen. Denna rättighet infördes ursprungligen genom Romfördraget och genomfördes under 1960-talet tillsammans med rörelse- och uppehållsfriheten för arbetstagare. Rätten att ta anställning i en annan medlemsstat utgör en del av den inre marknadens kärna och skyddas av artikel 45 i fördraget om Europeiska unionens funktionssätt. Etableringsrätt och rätten att tillhandahålla tjänster inom unionen regleras på motsvarande sätt av artiklarna 49 och 56 i samma fördrag.
De nödvändiga åtgärderna för att genomföra den fria rörligheten för arbetstagare fastställs av Europaparlamentet och Europeiska unionens råd genom direktiv och förordningar i enlighet med det ordinarie lagstiftningsförfarandet. Sådana bestämmelser har antagits genom förordningen om arbetskraftens fria rörlighet, som reglerar bland annat rätten för arbetstagare att ta anställning i en annan medlemsstat än den där de är medborgare. Tillsammans med fördragen innebär förordningen att all diskriminering av arbetstagare på grund av nationalitet är förbjuden inom unionen. Arbetstagare ska, oavsett nationalitet, erbjudas lika möjligheter att ta anställning och omfattas av samma anställningsvillkor. Vissa undantag gäller dock för anställningar i offentlig tjänst, till exempel inom polis- och domstolsväsendet.
Enligt fördragen kan den fria rörligheten för arbetstagare begränsas endast med hänsyn till allmän ordning, allmän säkerhet eller folkhälsa. Normalt kan den fria rörligheten för arbetstagare även begränsas under en övergångsperiod för att skydda gamla medlemsstaters arbetsmarknader när en ny medlemsstat ansluter sig till unionen.

### Rösträtt och valbarhet vid val till Europaparlamentet och kommunala val

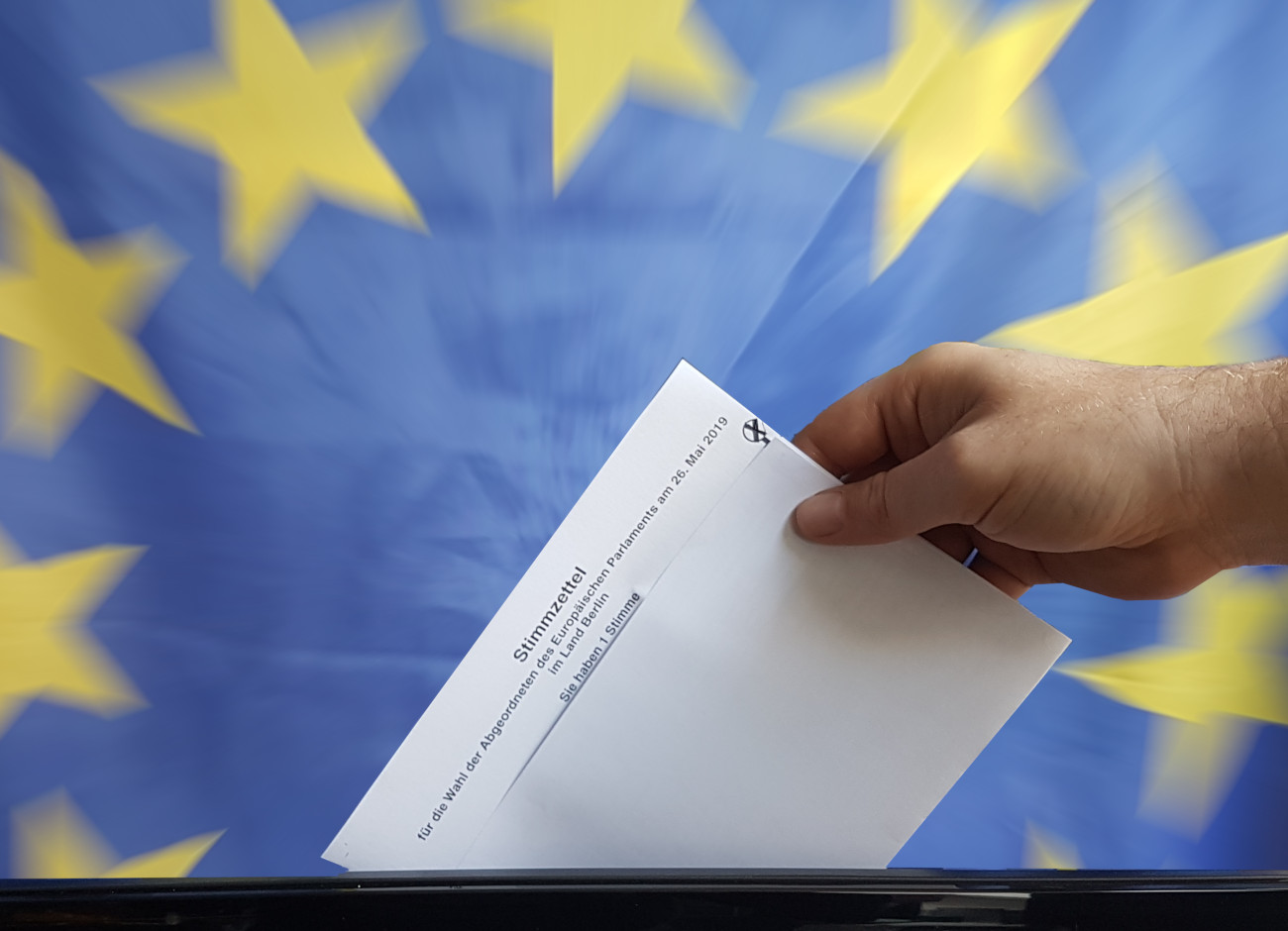
Rösträtt vid val till Europaparlamentet är en rättighet för unionsmedborgare.

Varje unionsmedborgare har rätt att rösta och kandidera vid val till Europaparlamentet och kommunala val i den medlemsstat där han eller hon är bosatt, på samma villkor som de egna medborgarna i den medlemsstaten. Denna rättighet infördes genom Maastrichtfördraget. Enligt EU-domstolens rättspraxis har varje unionsmedborgare även rätt att kunna bli medlem i ett politiskt parti i den medlemsstat där unionsmedborgaren är bosatt, i syfte att kunna effektivt utöva dessa rättigheter.
Närmare bestämmelser om rösträtt och valbarhet vid val till Europaparlamentet och kommunala val fastställs av Europeiska unionens råd i enlighet med ett särskilt lagstiftningsförfarande efter samråd med Europaparlamentet. Sådana bestämmelser har antagits genom två olika direktiv, ett för val till Europaparlamentet och ett annat för kommunala val. Direktiven fastställer villkoren för rösträtt och valbarhet för unionsmedborgare som är bosatta i en annan medlemsstat än den där de är medborgare. Grundprincipen i direktiven är att alla unionsmedborgare som är bosatta i en medlemsstat ska ha rösträtt och möjlighet att kandidera på samma villkor, oavsett nationalitet. För val till Europaparlamentet regleras rösträtt och valbarhet även av akten om val till Europaparlamentet, som gäller alla unionsmedborgare, även de som är bosatta i den medlemsstat där de är medborgare.
Enligt fördragen kan rösträtt och valbarhet vid val till Europaparlamentet och kommunala val begränsas endast med hänsyn till ”särskilda problem” i en medlemsstat. I direktiven har detta tolkats som att rösträtt och valbarhet för andra unionsmedborgare än inhemska medborgare kan begränsas om andelen utländska unionsmedborgare uppgår till mer än 20 procent av väljarkåren. Dessa särskilda bestämmelser har dock endast tillämpats för Luxemburg, som har en exceptionellt hög andel utländska unionsmedborgare i befolkningen.

### Rätt till diplomatiskt eller konsulärt skydd inom ett tredjelands territorium
Varje unionsmedborgare har rätt till skydd inom ett tredjelands territorium av en annan medlemsstats diplomatiska eller konsulära myndigheter, på samma villkor som de egna medborgarna i den medlemsstaten, om den egna medlemsstaten inte är representerad där. Medlemsstaternas diplomatiska och konsulära myndigheter ska enligt fördraget om Europeiska unionen bidra till att genomföra unionsmedborgarnas rätt till skydd inom ett tredjelands territorium. Denna rättighet infördes genom Maastrichtfördraget.
Särskilda samordnings- och samarbetsåtgärder kan fastställas av Europeiska unionens råd genom direktiv i enlighet med ett särskilt lagstiftningsförfarande efter samråd med Europaparlamentet. Sådana bestämmelser har antagits genom ett direktiv. Direktivet ersatte tidigare bestämmelser som reglerades genom ett mellanstatligt beslut från 1995. Rådet har även antagit ett direktiv om införandet av en provisorisk EU-resehandling för att underlätta hemresa för unionsmedborgare som till exempel har blivit av med sina ordinarie resehandlingar i ett tredjeland, och där den egna medlemsstaten inte finns representerad.

### Rätt att vända sig till unionens institutioner, rådgivande organ och Europeiska ombudsmannen
Varje unionsmedborgare och varje fysisk eller juridisk person som är bosatt eller har sitt säte inom unionen har
- rätt att göra framställningar till Europaparlamentet,[47][48]
- rätt att vända sig till Europeiska ombudsmannen vid missförhållanden inom unionens institutioner, organ eller byråer, med undantag för EU-domstolen när den utövar sin domstolsfunktion,[49][50] samt
- rätt att vända sig till unionens institutioner eller rådgivande organ på något av unionens officiella språk och få svar på samma språk.[51]

De två förstnämnda rättigheterna infördes genom Maastrichtfördraget, medan den sistnämnda infördes genom Amsterdamfördraget.

### Rätt till tillgång till handlingar
Varje unionsmedborgare och varje fysisk eller juridisk person som är bosatt eller har sitt säte inom unionen har rätt till tillgång till unionens institutioners, organs och byråers handlingar, oberoende av medium. Detta gäller dock inte EU-domstolen, Europeiska centralbanken och Europeiska investeringsbanken när de utövar sina icke-administrativa funktioner. Denna rättighet infördes ursprungligen genom Amsterdamfördraget för handlingar vid Europaparlamentet, Europeiska unionens råd och Europeiska kommissionen. Genom Lissabonfördraget utökades rättigheten till att även gälla handlingar vid unionens övriga institutioner, organ och byråer.
Villkoren för tillgången till handlingar fastställs av Europaparlamentet och Europeiska unionens råd i enlighet med det ordinarie lagstiftningsförfarandet, med hänsyn till både allmänna och enskilda intressen. Sådana bestämmelser har antagits genom offentlighetsförordningen, som dock grundar sig på de tidigare bestämmelserna i Amsterdamfördraget och endast gäller Europaparlamentet, rådet och kommissionen. Kommissionen föreslog 2011 att förordningen utvidgas till att gälla övriga institutioner, organ och byråer mot bakgrund av Lissabonfördragets bestämmelser, men på grund av oenighet mellan de lagstiftande institutionerna kunde detta förslag aldrig antas.

## Andra rättigheter
Utöver de grundläggande rättigheter som stadgan om de grundläggande rättigheterna föreskriver att unionsmedborgare ska åtnjuta omfattas de även av möjligheten att delta i europeiska medborgarinitiativ.

### Rätt att delta i ett europeiskt medborgarinitiativ
Varje unionsmedborgare har rätt att initiera och delta i ett europeiskt medborgarinitiativ. Ett medborgarinitiativ gör det möjligt för minst en miljon unionsmedborgare, som måste komma från ett betydande antal medlemsstater, att gå samman och kräva att kommissionen, inom ramen för sina befogenheter, lägger fram ett lagförslag. Denna rättighet infördes genom Lissabonfördraget.
Förfarandena och villkoren för att lägga fram ett europeiskt medborgarinitiativ fastställs av Europaparlamentet och Europeiska unionens råd i enlighet med det ordinarie lagstiftningsförfarandet. Sådana bestämmelser har antagits genom en förordning som trädde i kraft den 1 april 2012, och som ersattes av en annan förordning den 1 januari 2020. Förordningen föreskriver bland annat att ett medborgarinitiativ, utöver att samla stöd från en miljon unionsmedborgare, även måste överstiga ett visst minimiantal av undertecknare i minst en fjärdedel av medlemsstaterna. Minimiantalet av undertecknare per medlemsstat ges av antalet ledamöter som landet i fråga har i Europaparlamentet multiplicerat med det totala antalet mandat i parlamentet, vid tidpunkten då initiativet initierades.
Ett medborgarinitiativ som lyckas samla tillräckligt stöd för att uppfylla dessa krav har rätt att presentera sitt förslag i Europaparlamentet. Kommissionen är inte bunden att lägga fram ett lagförslag enligt vad medborgarinitiativet kräver, men måste i så fall förklara varför den inte gör det.

## Utvärdering och utökning av rättigheter
Enligt fördraget om Europeiska unionens funktionssätt ska Europeiska kommissionen rapportera vart tredje år till Europaparlamentet, Europeiska unionens råd och Europeiska ekonomiska och sociala kommittén om tillämpningen av andra delen i fördraget, som innefattar bestämmelserna om unionsmedborgarskapet och icke-diskriminering. Dessa utvärderingar ligger till grund för utarbetandet av nya lagförslag om utvecklandet av unionsmedborgarnas rättigheter.
Europeiska unionens råd kan instifta nya rättigheter för unionsmedborgare i enlighet med ett särskilt lagstiftningsförfarande på förslag av kommissionen och efter godkännande av Europaparlamentet. Sådana beslut träder dock i kraft först efter att de har godkänts av alla medlemsstater i enlighet med deras respektive konstitutionella bestämmelser.

## Pass och andra identitetshandlingar
Den primära handlingen som styrker att en person besitter ett unionsmedborgarskap är ett nationellt pass. Redan innan införandet av unionsmedborgarskapet standardiserades de europeiska passen under 1980-talet. På en unionsmedborgares pass står det ”Europeiska unionen” på något av unionens officiella språk ovanför medlemsstatens namn. Det nationella medborgarskapet, och därmed unionsmedborgarskapet, kan även styrkas genom ett nationellt identitetskort. Med ett pass eller ett nationellt identitetskort har unionsmedborgare till exempel rätt att röra sig fritt inom unionen, i enlighet med rörlighetsdirektivets bestämmelser.